# Bourg-Argental
Bourg-Argental este o comună în departamentul Loire din sud-estul Franței. În 2009 avea o populație de 3.008 de locuitori.

## Evoluția populației
| An        | 1975  | 1982  | 1990  | 1999  | 2006  | 2009  |
| --------- | ----- | ----- | ----- | ----- | ----- | ----- |
| Populație | 3.239 | 3.150 | 2.877 | 2.767 | 2.926 | 3.008 |